# Disphragis viridiflava
Disphragis viridiflava är en fjärilsart som beskrevs av Paul Dognin 1911. Disphragis viridiflava ingår i släktet Disphragis och familjen tandspinnare. Inga underarter finns listade i Catalogue of Life.